# Prêmio Multishow de Música Brasileira 2017
A 24ª cerimônia de entrega do Prêmio Multishow de Música Brasileira 2017 foi realizado no dia 24 de outubro de 2017 com transmissão ao vivo pelo canal Multishow. A cerimônia teve a apresentação de Fábio Porchat e Tatá Werneck. No canal do Multishow no YouTube a cobertura ficou por conta da apresentadora Fernanda Souza acompanhada dos youtubers Gusta Stockler, Luba, Foquinha, Maicon Santini e Thaynara OG.
Novamente, a criação ficou a cargo de Bruno Motta e Daniel Nascimento, bem como a redação final. A novidade foi a inclusão de Maurício Meirelles no time de colaboradores da redação, juntamente com Osmar Campbell e Rominho Braga. O time de direção também permaneceu o mesmo: Pedro Sechinn e Stella Amaral.
Com um número maior de apresentações musicais e da duração, não repetiu o desempenho do ano seguinte embora tenha atingido meta satisfatória de audiência.
Em 2017, contrariando a tendência de queda de audiência, o programa bateu primeiro lugar no indice de audiência, incluindo tv aberta durante apresentação de Lucca Seigne, premiado como melhor cantor amador do ano.

## Apresentações
| Artista                           | Canção                                                                              |
| Pré-show                          | Pré-show                                                                            |
| --------------------------------- | ----------------------------------------------------------------------------------- |
| Valesca Popozuda Gretchen         | "Pimenta" "Conga Conga Conga"                                                       |
| Show Principal                    |                                                                                     |
| Karol Conka Ludmilla              | "É O Poder" "Maria da Vila Matilde" "Pagu" "Cheguei"                                |
| Nego do Borel                     | "Esqueci Como Namora" (feat. Maiara & Maraisa)                                      |
| Maiara & Maraisa                  | "Bengala e Crochê"                                                                  |
| Luan Santana                      | "Escreve Aí" Chuva de Arroz" Acordando o Prédio" "Acertou a Mão"                    |
| Anavitória                        | "True Colors" "Fica" (feat. Matheus & Kauan)                                        |
| Matheus & Kauan                   | "Te Assumi Pro Brasil"                                                              |
| Simone & Simaria                  | "Regime Fechado"                                                                    |
| Pabllo Vittar                     | "Corpo Sensual" K.O."                                                               |
| Marília Mendonça                  | "De Quem é a Culpa?"                                                                |
| Thiaguinho                        | "Energia Surreal"                                                                   |
| Projota                           | "Oh Meu Deus"                                                                       |
| IZA                               | "Pesadão" (feat. Projota) "Rude Boy"                                                |
| Anitta                            | "Will I See You" Is That for Me" Paradinha" Sua Cara" (feat. Diplo & Pabllo Vittar) |
| Marília Mendonça Maiara & Maraisa | "Festa das Patroas"                                                                 |
| Simone & Simaria Anitta           | "Loka"                                                                              |

## Vencedores e indicados
| Melhor Cantora | Melhor Cantor |
| --- | --- |
| - Anitta - Ivete Sangalo - Joelma - Marília Mendonça - Sandy | - Luan Santana - Lucas Lucco - Thiaguinho - Tiago Iorc - Wesley Safadão |
| Melhor Grupo | Melhor Show |
| - Simone & Simaria - Henrique & Juliano - Maiara & Maraisa - Sorriso Maroto - Turma do Pagode | - Joelma - Anitta - Luan Santana - Simone & Simaria - Thiaguinho |
| Melhor Música | Música Chiclete |
| - "Sim ou Não" - Anitta feat. Maluma - "Você Partiu Meu Coração" - Nego do Borel feat. Wesley Safadão e Anitta - "Me Espera" - Sandy feat. Tiago Iorc - "Homem de Família" - Gusttavo Lima - "O Nosso Santo Bateu" - Matheus & Kauan | - "Loka" - Simone & Simaria feat. Anitta - "Acordando o Prédio" - Luan Santana - "Eu Sei de Cor" - Marília Mendonça - "Malandramente" - MC Nego Bam feat. Dennis DJ - "50 reais" - Naiara Azevedo feat. Maiara & Maraisa                                                        |
| Fiat Argo Experimente | Melhor Clipe TVZ |
| - Pabllo Vittar - Anavitória - Arthur Aguiar - Gustavo Mioto - Iza | - "Acordando o Prédio" - Luan Santana (Diretor: Alejandro Pérez) - "Cheguei" – Ludmilla (Diretor: Felipe Sassi) - "Paradinha" – Anitta (Diretor: Bruno Ilogti) - "Tô Apaixonado Nessa Mina" – MC Kevinho (Diretor: Kondzilla) - "K.O." - Pabllo Vittar (Diretor: João Monteiro) |
| Melhor Cover na Web | |
| - "Fica", de Luísa Sonza (cover de Anavitória feat. Matheus & Kauan) - "Eu Era", de Ana Gabriela (cover de Marcos & Belutti) - "Sua Cara", de Gabi Luthai (cover de Major Lazer feat. Anitta e Pabllo Vittar) - "Paradinha", de Mariana Nolasco (cover de Anitta) - "Amante Não Tem Lar", de Thayná Bitencourt (cover de Marília Mendonça) | |

## Vencedores e indicados - Superjúri
| Canção do Ano | Artista Revelação                                                                                   | Melhor Disco | Disco - Melhor Capa                                                                                 |
| --- | --------------------------------------------------------------------------------------------------- | --- | --------------------------------------------------------------------------------------------------- |
| - "As Caravanas" - Chico Buarque - "Menino Mimado" - Criolo - "Flutua"- Johnny Hooker com Liniker - "Invisível" - BaianaSystem - "Ponta de Lança" - Rincon Sapiência | - Rincon Sapiência - Luiza Lian - Rakta                                                             | - Letrux Em Noite de Climão - Letrux - Caravanas - Chico Buarque - Galanga Livre - Rincon Sapiência                                     | - Galanga Livre - Rincon Sapiência - Caravanas - Chico Buarque - Letrux Em Noite de Climão - Letrux |
| Disco - Melhor Gravação | Disco - Melhor Produtor                                                                             | Clipe - Melhor Direção | |
| - "Modo Avião" - Lucas Santtana - Caravanas - Chico Buarque - Galanga Livre - Rincon Sapiência - Letrux Em Noite de Climão - Letrux                                  | - Galanga Livre - Rincon Sapiência - Caravanas - Chico Buarque - Letrux Em Noite de Climão - Letrux | - "Não Espero Mais" - O Terno - "Caravanas" - Chico Buarque - "Galanga Livre" - Rincon Sapiência - "Letrux Em Noite de Climão" - Letrux | |